# 陶卡奇·亚诺什
陶卡奇·亚诺什（匈牙利語：Takács János，1954年12月5日—），匈牙利男子乒乓球运动员。他曾获得1979年世界乒乓球锦标赛男子团体金牌。